# A New Day Has Come (singel)
A New Day Has Come – singel kanadyjskiej piosenkarki Céline Dion, znajdujący się na płycie A New Day Has Come.

## Lista utworów
| #                                                 | Tytuł                                     | Czas trwania            |                         |
| Wersja europejska (CDS)                           | Wersja europejska (CDS)                   | Wersja europejska (CDS) | Wersja europejska (CDS) |
| ------------------------------------------------- | ----------------------------------------- | ----------------------- | ----------------------- |
| 1.                                                | A New Day Has Come" (radio remix)         | 4:23                    |                         |
| 2.                                                | A New Day Has Come" (album edit)          | 4:18                    |                         |
| Wersja japońska (CDS)                             |                                           |                         |                         |
| 1.                                                | A New Day Has Come" (radio remix)         | 4:23                    |                         |
| 2.                                                | Prayer                                    | 5:34                    |                         |
| Wersja amerykańska (7" single)                    |                                           |                         |                         |
| 1.                                                | A New Day Has Come" (radio remix)         | 4:23                    |                         |
| 2.                                                | I'm Alive                                 | 3:30                    |                         |
| Wersja australijska i europejska (CD maxi single) |                                           |                         |                         |
| 1.                                                | A New Day Has Come" (radio remix)         | 4:23                    |                         |
| 2.                                                | A New Day Has Come" (album edit)          | 4:18                    |                         |
| 3.                                                | Prayer                                    | 5:34                    |                         |
| 4.                                                | A New Day Has Come" (Christian B. mix)    | 3:59                    |                         |
| Wersja angielska (CD maxi single)                 |                                           |                         |                         |
| 1.                                                | A New Day Has Come" (radio remix)         | 4:23                    |                         |
| 2.                                                | A New Day Has Come" (album edit)          | 4:18                    |                         |
| 3.                                                | Prayer                                    | 5:34                    |                         |
| Wersja angielska (CD maxi single 2)               |                                           |                         |                         |
| 1.                                                | A New Day Has Come" (album edit)          | 4:18                    |                         |
| 2.                                                | Sous le vent                              | 3:30                    |                         |
| 3.                                                | Misled                                    | 3:30                    |                         |
| 4.                                                | Misled" (video)                           | 3:30                    |                         |
| Wersja amerykańska (DVD)                          |                                           |                         |                         |
| 1.                                                | A New Day Has Come (video)                | 4:20                    |                         |
| 2.                                                | Making the "A New Day Has Come" (video)   | 3:03                    |                         |
| 3.                                                | Making the album                          | 12:15                   |                         |
| 4.                                                | Have You Ever Been In Love" in the studio | 5:05                    |                         |
| 5.                                                | Biography                                 |                         |                         |
| 6.                                                | Photo gallery                             |                         |                         |

## Certyfikaty i sprzedaż
| Kraj                                 | Najwyższa pozycja | Certyfikat         | Sprzedaż |
| ------------------------------------ | ----------------- | ------------------ | -------- |
| Australia                            | 19                |                    |          |
| Austria                              | 9                 |                    |          |
| Belgia                               | 13                |                    |          |
| Dania                                | 3                 |                    |          |
| Finlandia                            | 17                |                    |          |
| Francja                              | 23                |                    |          |
| Hiszpania                            | 12                |                    |          |
| Holandia                             | 21                |                    |          |
| Irlandia                             | 10                |                    |          |
| Kanada                               | 21                |                    |          |
| Niemcy                               | 3                 | 1x platynowa płyta |          |
| Norwegia                             | 3                 |                    |          |
| Nowa Zelandia                        | 20                |                    |          |
| US Bubbling Under Hot 100 Singles    | 14                |                    |          |
| US Hot 100 Airplay                   | 29                |                    |          |
| US Hot 100 Recurrent Airplay         | 13                |                    |          |
| US Hot Adult Contemporary Recurrents | 1                 |                    |          |
| US Hot Adult Contemporary Tracks     | 1                 |                    |          |
| US Hot Adult Top 40 Tracks           | 21                |                    |          |
| US Hot Canadian Digital Singles      | 4                 |                    |          |
| US Hot Singles Recurrents            | 12                |                    |          |
| US Hot Singles Sales                 | 18                |                    |          |
| US Latin Pop Airplay                 | 28                |                    |          |
| US Latin Tropical/Salsa Airplay      | 19                |                    |          |
| US The Billboard Hot 100             | 22                |                    |          |
| US Top 40 Mainstream                 | 25                |                    |          |
| US Top 40 Tracks                     | 35                |                    |          |
| Szwajcaria                           | 2                 |                    |          |
| Szwecja                              | 3                 |                    |          |
| Tajwan                               | 1                 |                    |          |
| Wielka Brytania                      | 7                 |                    |          |
| Włochy                               | 10                |                    |          |